# الجوهز الأعلى (الحيمة الداخلية)

تعديل مصدري - تعديل

الجوهز الأعلى هي إحدى قرى عزلة بني مهلهل بمديرية الحيمة الداخلية التابعة لمحافظة صنعاء، بلغ تعداد سكانها 169 نسمة حسب تعداد اليمن لعام 2004.